# Bill Aston
Bill Aston (n. 29 martie 1900, Hopton⁠(d), St Edmundsbury, Anglia, Regatul Unit al Marii Britanii și Irlandei – d. 4 martie 1974, Lingfield⁠(d), Tandridge, Anglia, Regatul Unit) a fost un pilot de Formula 1. De-a lungul carierei a luat startul în 1 cursă, niciuna din pole-position. Nu a câștigat nicio cursă și nu a terminat niciodată pe podium, acumulând 0 puncte în întreaga activitate ca pilot de Formula 1.